# Lijst van rijksmonumenten in Waalwijk (gemeente)
De gemeente Waalwijk telt 114 inschrijvingen in het rijksmonumentenregister. Hieronder een overzicht. 

## Capelle
De plaats Capelle telt 28 inschrijvingen in het rijksmonumentenregister. Zie Lijst van rijksmonumenten in Capelle (Noord-Brabant) voor een overzicht.

## Sprang
De plaats Sprang telt 9 inschrijvingen in het rijksmonumentenregister. Zie Lijst van rijksmonumenten in Sprang voor een overzicht.

## Waalwijk
De plaats Waalwijk telt 47 inschrijvingen in het rijksmonumentenregister. Zie Lijst van rijksmonumenten in Waalwijk (plaats) voor een overzicht.

## Waspik
De plaats Waspik telt 30 inschrijvingen in het rijksmonumentenregister. Zie Lijst van rijksmonumenten in Waspik voor een overzicht.
's-Hertogenbosch ·
Alphen-Chaam ·
Altena ·
Asten ·
Baarle-Nassau ·
Bergeijk ·
Bergen op Zoom ·
Bernheze ·
Best ·
Bladel ·
Boekel ·
Boxtel ·
Breda ·
Cranendonck ·
Deurne ·
Dongen ·
Drimmelen ·
Eersel ·
Eindhoven ·
Etten-Leur ·
Geertruidenberg ·
Geldrop-Mierlo ·
Gemert-Bakel ·
Gilze en Rijen ·
Goirle ·
Halderberge ·
Heeze-Leende ·
Helmond ·
Heusden ·
Hilvarenbeek ·
Laarbeek ·
Land van Cuijk ·
Loon op Zand ·
Maashorst ·
Meierijstad ·
Moerdijk ·
Nuenen, Gerwen en Nederwetten ·
Oirschot ·
Oisterwijk ·
Oosterhout ·
Oss ·
Reusel-De Mierden ·
Roosendaal ·
Rucphen ·
Sint-Michielsgestel ·
Someren ·
Son en Breugel ·
Steenbergen ·
Tilburg ·
Valkenswaard ·
Veldhoven ·
Vught ·
Waalre ·
Waalwijk ·
Woensdrecht ·
Zundert